# Вольфрум, Рюдигер
Рюдигер Вольфрум (нем. Rüdiger Wolfrum, род 13 декабря 1941, Берлин) — профессор международного права Гейдельбергского университета, директор Института сравнительного исследования публичного и международного права им. Макса Планка, судья Международного трибунала по морскому праву (МТМП) (член трибунала с 1996 года, президент в период с 2005 по 2008 год),
Был одним из пяти экспертов входящих в группу ЕСТП, подготовившей Типовой национальный закон о развитии толерантности от 2012 года.

## Биография
После прохождения срочной службы в армии с 1964 по 1969 год обучался праву в Тюбингенском и Боннском университетах. С 1973 года - доктор по международному праву. 
С 1996 по 2002 год был вице-президентом Немецкого научно-исследовательского общества.
С 2002 по 2006 год - вице-президентом Общества Макса Планка.
С 1996 года - судья Международного трибунала ООН по морскому праву.
Как специалист в области международного права являлся членом многих комиссий и ряда международных организаций, например Института международного права, Комитета по ликвидации расовой дискриминации.
Проводил инструктаж высших судей Афганистана и Судана.
Был медиатором (посредником) ООН по Дарфурскому конфликту в Судане в 2003 году.

## Награды
Является почётным доктором Российской академии наук, Гамбургского университета.
В 2008 году награждён германским Командорским крестом ордена «За заслуги перед Федеративной Республикой Германия».